# HBG2
Hemoglobinska podjedinica gama-2 je protein koji je kod čoveka kodiran HBG2 genom.

## Funkcija
Gama globin geni (HBG1 i HBG2, ovaj gen) su normalno izraženi u fetalnoj jetri, slezini i koštanoj srži. Dva gama lanca zajedno sa dva alfa lanca sačinjavaju fetalni hemoglobin (HbF) koji se normalno zamenjuje hemoglobinom odraslih osoba (HbA) nakon porođaja. Kod pojedinih tipova beta-talasemije i srodnih oboljenja, produkcija gama lanca se nastavlja. Dva tipa gama lanca se razlikuju po ostatku 136, pri čemu je glicin prisutan u G-gama produktu (HBG2), a alanin u A-gama produktu (HBG1). HBG2 je predominantan tokom porođaja. Drugi geni beta-globinskog clustera su: 5' - epsilon – gama-G – gama-A – delta – beta - 3'.

## Literatura
- Gelinas R; Yagi M; Endlich B;  . (1985). „Sequences of G gamma, A gamma, and beta genes of the Greek (A gamma) HPFH mutant: evidence for a distal CCAAT box mutation in the A gamma gene.”. Prog. Clin. Biol. Res. 191: 125—39. PMID 2413469.
- Anderson NL, Anderson NG (2003). „The human plasma proteome: history, character, and diagnostic prospects.”. Mol. Cell Proteomics. 1 (11): 845—67. PMID 12488461. doi:10.1074/mcp.R200007-MCP200.